# 20,000 Leagues Under the Sea (pel·lícula de 1954)
20,000 Leagues Under the Sea és una pel·lícula estatunidenca de 1954 basada en la novel·la homònima escrita per Julio Verne. Va ser produïda per Walt Disney, dirigida per Richard Fleischer, i comptava amb Kirk Douglas, James Mason, Peter Lorre i Paul Lukas en l'elenc principal d'actors.